# NGC 5073
NGC 5073 ist eine 12,6 mag helle Balken-Spiralgalaxie mit ausgedehnten Sternentstehungsgebieten vom Hubble-Typ SBc im Sternbild Jungfrau auf der Ekliptik. Sie ist schätzungsweise 118 Millionen Lichtjahre von der Milchstraße entfernt und hat einen Durchmesser von etwa 120.000 Lichtjahren. 

Im selben Himmelsareal befinden sich u. a. die Galaxien NGC 5094 und IC 4221.
Das Objekt wurde am 8. Februar 1785 vom deutsch-britischen Astronomen Wilhelm Herschel mit einem 18,7-Zoll-Spiegelteleskop entdeckt, der sie dabei mit „vF, much extended S.f. - N.p., very narrow“ beschrieb.